# Kempston

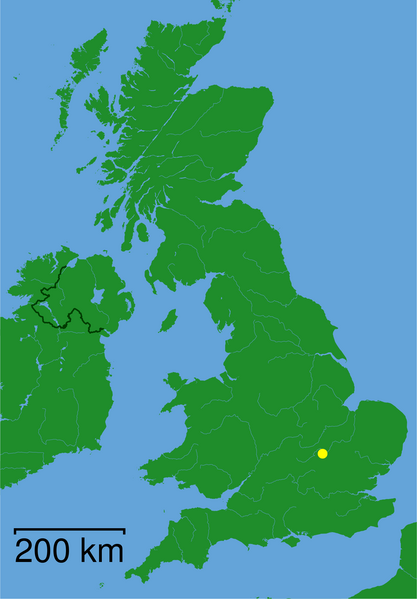
Localização de Kempston, no mapa da Grã-Bretanha.

Kempston é uma cidade em Bedfordshire, Inglaterra. Outrora conhecida como "a maior aldeia da Inglaterra", Kempston é agora um cidade com sua própria câmara municipal. Possui uma população de cerca de 20.000 habitantes, e, juntamente com Bedford, forma uma área urbana com cerca de 100.000 habitantes, a qual é a única área urbana no Borough de Bedford. Kempston serve principalmente como cidade-dormitório para Bedford e para Milton Keynes, que dista cerca de dez milhas. 

## História

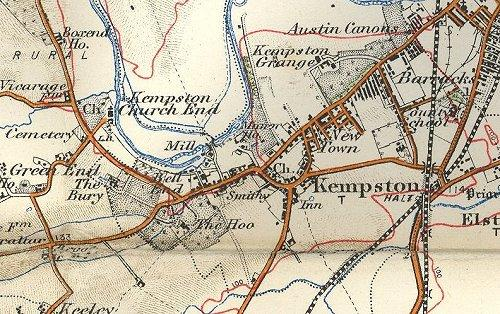
Kempston em 1908

Até o século XIX, Kempston era principalmente uma paróquia rural, uma das maiores em Bedfordshire, com uma área de 5.025 acres (20 km²) ao tempo de sua constituição em 1804, e ficava no Redbournestoke Hundred. Historicamente, não havia uma povoação central; em vez disso, o assentamento era dividido entre vários povoados denominados "End" (por exemplo, Up End, Wood End e Box End). A igreja da paróquia de Kempston, All Saints, ficava em Church End, que não era o maior dos "Ends" mas é bem central. No século XIX, East End, Bell End e Up End começaram a coalescer numa povoação maior. Em 1870, construtores começaram a edificar nas terras da estrada de Kempston para Bedford sob o nome de "Kempston New Town". O ritmo da construção era lento no início, mas o novo distrito logo começou a se expandir numa taxa constante e Kempston adquiriu um aspecto mais urbano. Em 1896, a paróquia foi dividida em Distrito Urbano de Kempston com 1.255 acres (5,1 km²) e a paróquia civil de Kempston Rural 3.770 acres (15 km²). O Distrito  Urbano foi baseado em East End, Up End e Kempston New Town, todos os quais localizados na parte nordeste da paróquia, próxima de Bedford, e tinha 86,8% da população total no censo de 1901. Kempston Rural era três vezes maior, mas permaneceu escassamente povoado. Church End, com a paróquia original da igreja, permanece como um pequeno povoado na parte rural de Kempston.
O crescimento da população de Kempston nivelou-se nas primeiras décadas do século XX, com um crescimento de apenas 12% entre 1901 e 1931, mas depois começou a se expandir rapidamente. A população de 1951, de pouco menos de 10.000 era 60% maior que aquela de 1931; na segunda metade do século XX, a população praticamente dobrou. Em 1974, o Distrito Urbano de Kempston foi abolido e Kempston voltou a ser uma paróquia civil no Borough de Bedford, mas com uma câmara municipal separada com poderes menores. Para fins de eleição do borough, a cidade foi dividida em três wards denominados Kempston North, Kempston East e Kempston South. Kempston Rural permanece como paróquia civil e faz parte do Turvey Ward para fins eleitorais.

### Tabela populacional
| Year | Kempston Urbana | Kempston Rural | Total           |
| ---- | --------------- | -------------- | --------------- |
| 1671 | -               | -              | 752(est.)       |
| 1801 | -               | -              | 1.035           |
| 1811 | -               | -              | 1.161           |
| 1821 | -               | -              | 1.419           |
| 1831 | -               | -              | 1.571           |
| 1841 | -               | -              | 1.699           |
| 1851 | -               | -              | 1.962           |
| 1861 | -               | -              | 2.191           |
| 1871 | -               | -              | 2.706           |
| 1881 | -               | -              | 3.432           |
| 1891 | -               | -              | 4.736           |
| 1901 | 4.729           | 719            | 5.448           |
| 1911 | 5.459           | 648            | 5.997           |
| 1921 | 5.218           | 656            | 5.874           |
| 1931 | 5.390           | 730            | 6.120           |
| 1941 | N/D             | N/D            | N/D             |
| 1951 | 8.645           | 1.171          | 9.816           |
| 1961 | 9.190           | 1.289          | 10.479          |
| 1971 | 12.826          | 1.306          | 14.132          |
| 1981 | 15.500          | 1.280          | 16.780 (nota 1) |
| 1991 | 17.938          | 1.163          | 19.101          |
| 2001 | 19.440          | ?              | ver nota 2      |

N/D: dados não disponíveis.

Nota 1: dados de 1981 são provisórios (fonte atualizada necessária).

Nota 2: dados urbanos de 2001 são a combinação dos números de três wards urbanos: Kempston East, Kempston North e Kempston South.